# Paluch (Warszawa)
Paluch – osiedle i obszar MSI w dzielnicy Włochy w Warszawie.

## Położenie
Osiedle znajduje się w południowo-wschodniej części dzielnicy Włochy i graniczy z osiedlami:
- Gorzkiewki w dzielnicy Włochy,
- Raszyn-Rybie w gminie Raszyn,
- Opacz Wielka w dzielnicy Włochy,
- Okęcie w dzielnicy Włochy.

## Historia
- 1652 − wieś Okęcie kupuje proboszcz drohicki i archidiakon pułtuski Paweł Petrykowski i wtedy na terenach położonych pomiędzy Okęciem a Gorzkiewkami powstaje folwark Paluchy
- XVIII wiek − majątek nabywa adiutant królewski, generał Arnold Anastazy Byszewski
- 22 stycznia 1925 − Rada Miejska, na wniosek Magistratu, podejmuje decyzję o wykupieniu z rąk dotychczasowych właścicieli majątków Okęcie, Paluch oraz Służewiec pod budowę lotniska i obiektów sportowych
- 1936 − przeniesienie na teren Palucha siedziby PZL z budynków w obrębie lotniska Okęcie, powstaje tam Wytwórnia płatowców, która zajmowała teren o powierzchni 16 ha i zatrudniała ok. 3000 pracowników (produkowano samoloty P-7, P-11, P-24, PZL-37 Łoś, PZL-23 Karaś oraz zbudowano tu prototypy PZL-49 Miś, PZL-46 Sum, PZL-50 „Jastrząb”, „Sokół” i „Lampart”)
- lata 30. − na Paluchu powstaje osiedle dla pracowników PZL Okęcie, Wytwórni Silników Lotniczych nr 1, Warsztatów Remontowych Cywilnego Portu Lotniczego oraz Warsztatów Remontowych Parku 1 Pułku Lotniczego
- 1951 − włączenie Palucha do Warszawy
- lata 70.  − przeniesione na Paluch warszawskiego schroniska dla zwierząt, noszące nazwę Schronisko dla Bezdomnych Zwierząt „Na Paluchu”.